# Tänk, när en gång det töcken har försvunnit
Tänk, när en gång det töcken har försvunnit ("Tænk naar engang den Taage er forsvunden") är en psalm av Wilhelm Andreas Wexels från 1841 som består av sju verser, till skillnad från den korta psalmen med snarlik titel O tänk, när en gång samlad står som publicerades samtidigt 1921. Psalmen publicerades först i skriften "Religiøse Digte" 1845. Sedermera blev den översatt av Carl Olof Rosenius ("Tänk när en gång den dimma är försvunnen") och 1920 av Elin Silén, och därefter bearbetades den av Anders Frostenson 1980. Sången har ursprungligen tolv 4-radiga verser.
Melodin är en tonsättning av Oscar Ahnfelt från 1850, men när psalmen första gången publicerades i en officiell psalmbok anges i Koralbok för Nya psalmer, 1921 att a-melodin är tonsatt av E. C. Perry av okänt datum. Ahnfelts komposition är i 4/4-dels takt i C-dur.
Siléns text blir fri för publicering 2024.

## Publicerad som
- Nr 11 i Andeliga sånger i "Ahnfelts Sånger" 1:a häftet 1855. I nyutgåva av EFS 1893. Titel "Den ljuwfa tanken".
- Nr 451 i Hemlandssånger 1891 Carl Olof Rosenius angiven som författare och titelraden är Tänk när en gång den dimma är försvunnen med 12 verser.
- Nr 249 i Herde-Rösten 1892 O. Ahnfelt angiven som författare och titelraden är Tänk när en gång den dimma är försvunnen med 12 verser.
- Nr 446 i Svenska Missionsförbundets sångbok 1894 under rubriken "Hemlandssånger" med W. A. Wexels och Carl Olof Rosenius angivna som författare. Här finns alla 12 verserna.
- Nr 427 i Svenska Missionsförbundets sångbok 1920 med W. A. Wexels och Carl Olof Rosenius angivna som författare. Nedkortad till 7 verser.
- Nr 667 i Nya psalmer 1921, tillägget till 1819 års psalmbok med Siléns översättning och titelraden "Tänk, när en gång det töcken har försvunnit", under rubriken "De yttersta tingen: Uppståndelsen, domen och det eviga livet".
- Nr 657 i Sionstoner 1935 under rubriken "Pilgrims- och hemlandssånger".
- Nr 594 i 1937 års psalmbok med Siléns översättning under rubriken "Uppståndelsen, domen och det eviga livet".
- Nr 193 i Sions Sånger 1951.
- Nr 572 i Frälsningsarméns sångbok 1968 under rubriken "Evighetshoppet".
- Nr 242 i Sions Sånger 1981 under rubriken "Längtan till hemlandet".
- Nr 320 i Den svenska psalmboken 1986, 1986 års Cecilia-psalmbok, Psalmer och Sånger 1987, Segertoner 1988 och Frälsningsarméns sångbok 1990 under rubriken "Himlen".
- Nr 572 i Finlandssvenska psalmboken 1986 under rubriken "Det kristna hoppet".
- Nr 696 i Lova Herren 1988 under rubriken "Det himmelska hemmet".
- Nr 500 i Sionsharpan 1993 under rubriken "Det kristna hoppet".